# Timberlane (Illinois)
Timberlane es una villa ubicada en el condado de Boone en el estado estadounidense de Illinois. En el Censo de 2010 tenía una población de 934 habitantes y una densidad poblacional de 203,51 personas por km².

## Geografía
Timberlane se encuentra ubicada en las coordenadas 42°20′9″N 88°51′58″O / 42.33583, -88.86611. Según la Oficina del Censo de los Estados Unidos, Timberlane tiene una superficie total de 4.59 km², de la cual 4.54 km² corresponden a tierra firme y (1.07%) 0.05 km² es agua.

## Demografía
Según el censo de 2010, había 934 personas residiendo en Timberlane. La densidad de población era de 203,51 hab./km². De los 934 habitantes, Timberlane estaba compuesto por el 94.86% blancos, el 0.32% eran afroamericanos, el 0% eran amerindios, el 1.5% eran asiáticos, el 0% eran isleños del Pacífico, el 2.36% eran de otras razas y el 0.96% pertenecían a dos o más razas. Del total de la población el 6.32% eran hispanos o latinos de cualquier raza.